# Homenetmen Beirut Basketball Club
L'Homenetmen Beirut Basketball Club (in armeno Հայ Մարմնակրթական Ընդհանուր Միութիւն, letteralmente "Unione generale di atletica e scout armeni") è una squadra professionistica di pallacanestro con sede nella città di Mezher, in Libano, che milita nella Lebanese Basketball League, la massima categoria nazionale.

## Storia
Il club è stato fondato nel 1924 a Beirut, come sezione sportiva dell'associazione mondiale pan-armena Homenetmen, un'associazione fondata nel 1918 a Costantinopoli, la odierna Istanbul, con lo scopo di promuovere l'attività fisica e gli sport di squadra tra la comunità di armeni, sparsi in tutto il mondo a causa della Diaspora armena; l'associazione Homenetmen ha stabilito, nel corso della sua secolare attività, varie associazioni in molte città del Medio Oriente, dell'Europa, degli Stati Uniti, del Canada, del Sud America e dell'Australia. Vantando un totale di 111 associazioni regionali, distribuite in 25 paesi.
Nel 2003, l'Homenetmen dopo essere stato retrocesso dalla Lebanese Basketball League, ha giocato per la prima volta nella storia nella seconda divisione del basket libanese. Dopo aver preso parte per una stagione alla seconda divisione, quella 2003-2004, il club ottenne nuovamente la promozione in Lebanese Basketball League,ma a causa della precaria situazione finanziaria del club la promozione, conquistata sul campo, venne revocata dalla federazione. Per anni il club ha lottato per un posto agli spareggi della seconda divisione, venendo però sempre eliminato. Nel 2012, l'Homenetmen raggiunse le semifinali dei playoff ma perse nuovamente la serie mancando la possibilità di ottenere la primozione. Solo al termine della stagione 2012-2013, l'Homenetmen è riuscito a diventare il campione della seconda divisione, ottenendo dopo dieci anni il tanto cercato ritorno nella Lebanese Basketball League.
La stagione 2017-2018, entrò nella storia della squadra per la prima vittoria in assoluto della Lebanese Basketball League. L'Homenetmen trascinata dall'MVP della stagione, Walter Hodge, e da quello delle finali, Ismail Ahmad, ma anche grazie a giocatori come Sam Young e Makram Ben Romdhane, dominò sia la prima fase che la seconda fase della stagione regolare concludendo in entrambi i casi al primo posto della classifica, ottenendo così l'accesso per i play-off come prima testa di serie. Dopo aver superato agevolmente i quarti di finale ed aver sconfitto con un netto 3-0 il Sagesse Beirut, dovette affrontate nella serie finale, giocata al meglio delle sette partite, l'Al-Riyadi Beirut. Nella settima ed ultima partita della serie, necessaria per l'assegnazione del titolo, l'Homenetmen si impose con il punteggio di 74 a 59, conquistando il titolo della Lebanese Basketball League. Due settimane prima di questa vittoria l'Homenetmen si aggiudicò battendo, nuovamente l'Al-Riyadi Beirut, con il risultato di 77-70, per la prima volta anche una edizione della Lebanese Basketball Cup.

## Palmarès

### Tornei Nazionali
- Lebanese Basketball League
  - Campione (1): 2017-2018
  - Finalista (1): 2016-2017
- Lebanese Basketball Cup
  - Campione (1): 2017-2018
- Lebanese Basketball Second Division 
  - Campione (2): 2003-2004, 2012-2013

### Tornei Internazionali
- Arab Club Basketball Championship
  - Campioni (1) : 2017

## Organico

### Roster
Il roster per la stagione 2024-2025
|    | Naz.                                                | Ruolo | Sportivo           | Anno | Alt. | Peso |  |
| -- | --------------------------------------------------- | ----- | ------------------ | ---- | ---- | ---- |  |
| 0  | Libano (bandiera) · Stati Uniti (bandiera)          | G     | Bassel Harfouch    | 1994 | 193  | 80   |  |
| 1  | Armenia (bandiera)                                  | G     | Gabriel Ajemian    | 1998 | 185  | 80   |  |
| 3  | Sudan del Sud (bandiera) · Nuova Zelanda (bandiera) | C     | Yuat Alok          | 1997 | 211  | 104  |  |
| 9  | Libano (bandiera)                                   | G     | Amir Kassab        | 2001 | 190  | 88   |  |
| 10 | Libano (bandiera)                                   | PG    | Kevork Kevork      | 2003 |      |      |  |
| 17 | Stati Uniti (bandiera)                              | AP    | Tyler Bey          | 1998 | 201  | 98   |  |
| 21 | Libano (bandiera)                                   | AG    | Joe Khoury         | 2005 |      |      |  |
| 23 | Stati Uniti (bandiera)                              | PG    | Jordan Stevens     | 1994 | 182  | 88   |  |
| 24 | Libano (bandiera)                                   | C     | Jason Soufan       | 2004 | 199  |      |  |
| 30 | Armenia (bandiera)                                  | G     | Gary Chivichyan    | 1996 | 193  | 91   |  |
| 32 | Libano (bandiera)                                   | AP    | Peter Dekermedjian | 1995 |      |      |  |
| 50 | Libano (bandiera)                                   | PG    | Serouj Avedissian  | 2005 | 184  | 78   |  |

### Staff tecnico
| Ruolo           | Nome          |
| --------------- | ------------- |
| Capo Allenatore | Joe Moujaes   |
| Assistente      | Maroun Dib    |
| Assistente      | Sam Sevadjian |

## Giocatori celebri
- Justin Gray
- Dion Dixon
- Joe Vogel
- Rashad McCants
- Fadi El Khatib
- Ahmad Ibrahim
- Ismail Ahmad
- Axel Toupane
- Sam Young
- Bassem Balaa
- Gary Chivichyan
- Makram Ben Romdhane
- Michael Fraser
- Kevin Galloway
- DeWayne Jackson
- Ater Majok
- Norvel Pelle
- Nadim Souaid
- Sam Thompson
- D.J. Kennedy
- Justin Tubbs
- Zach Lofton
- Mike Taylor
- Nate Robinson
- Chris Johnson
- Walter Hodge